# Летонија на Светском првенству у атлетици на отвореном 2017.
Летонија је на Светском првенству у атлетици на отвореном 2017. одржаном у Лондону од 4. до 13. августа, учествовала тринаести пут, односно учествовала је под данашњим именом на свим првенствима од 1993. до данас. Репрезентацију Летоније представљала су 12 атлетичара (3 мушкараца и 9 жена) који су се такмичили у 10 атлетских дисциплина (3 мушке и 7 женске).,
На овом првенству такмичари Летоније нису освојили ниједну медаљу али су оборили 2 лична рекорда и остварили 1 најбољи лични резултат сезоне.

## Учесници
| Мушкарци: - Валериј Жолнерович — Маратон - Елвијс Мисанс — Троскок - Роланд Штробиндерс — Бацање копља | Жене: - Синдија Букша — 200 м - Гунта Латисева-Чударе — 400 м - Илона Мархеле — Маратон - Анита Кажемака — Маратон - Агнесе Пастаре — 20 км ходање - Лаума Грива — Скок удаљ - Анет Коцина — Бацање копља - Мадара Паламејка — Бацање копља - Лаура Икаунијеце-Адмидина — Седмобој |  |

## Резултати

### Мушкарци
| Атлетичар          | Дисциплина   | Лични рекорд | Квалификације | Квалификације | Финале                | Финале            | Детаљи |
| Атлетичар          | Дисциплина   | Лични рекорд | Резултат      | Место         | Резултат              | Место             | Детаљи |
| ------------------ | ------------ | ------------ | ------------- | ------------- | --------------------- | ----------------- | ------ |
| Валериј Жолнерович | Маратон      | 2:14:24 НР   |               |               | Није завршио трку     | Није завршио трку |        |
| Елвијс Мисанс      | Троскок      | 17,02д       | 16,55         | 8. у гр. Б    | Нису се квалификовали | 16 / 30 (31)      |        |
| Роланд Штробиндерс | Бацање копља | 83,42        | 79,68         | 10. у гр. А   | Нису се квалификовали | 19 / 33           |        |

### Жене
| Атлетичарка           | Дисциплина   | Лични рекорд | Квалификације       | Квалификације    | Полуфинале            | Полуфинале            | Финале                | Финале       | Детаљи |
| Атлетичарка           | Дисциплина   | Лични рекорд | Резултат            | Место            | Резултат              | Место                 | Резултат              | Место        | Детаљи |
| --------------------- | ------------ | ------------ | ------------------- | ---------------- | --------------------- | --------------------- | --------------------- | ------------ | ------ |
| Синдија Букша         | 200 м        | 23,12        | 23,54               | 4. у гр. 6       | Није се квалификовала | Није се квалификовала | Није се квалификовала | 30 / 41 (42) |        |
| Гунта Латисева-Чударе | 400 м        | 51,80        | 51,37 (.370) КВ, ЛР | 2. у гр. 3       | 51,57 (.565)          | 4. у гр. 1            | Није се квалификовала | 12 / 48 (49) |        |
| Илона Мархеле         | Маратон      | 2:38:01      |                     |                  |                       |                       | 2:37:40 ЛР            | 40 / 78 (92) |        |
| Анита Кажемака        | Маратон      | 2:39:57      | 2:44:49 ЛРС         | 53 / 78 (92)     |                       |                       |                       |              |        |
| Агнесе Пастаре        | 20 км ходање | 2:38:01      | Дисквалификована    | Дисквалификована |                       |                       |                       |              |        |
| Лаума Грива           | Скок удаљ    | 6,86         | 6,58 кв             | 3. у гр. А       |                       |                       | 6,54                  | 9 / 30       |        |
| Анет Коцина           | Бацање копља | 64,47        | 62,26               | 6. у гр Б        | Нису се квалификовале | 13 / 30 (31)          |                       |              |        |
| Мадара Паламејка      | Бацање копља | 66,18 НР     | 59,54               | 11. у гр А       | Нису се квалификовале | 21 / 30 (31)          |                       |              |        |

#### Седмобој
| Дисциплина    | Лаура Икаунијеце-Адмидина | Лаура Икаунијеце-Адмидина | Лаура Икаунијеце-Адмидина | Лаура Икаунијеце-Адмидина | Лаура Икаунијеце-Адмидина | Лаура Икаунијеце-Адмидина |
| Дисциплина    | Лич. рек.                 | Резултат                  | Бод.                      | Плас.                     | Укупно                    | Плас.                     |
| ------------- | ------------------------- | ------------------------- | ------------------------- | ------------------------- | ------------------------- | ------------------------- |
| 100 м препоне | 13,07                     | 13,71 (.703)              | 1.020                     | 15.                       | 1.020                     | 15.                       |
| Скок увис     | 1,84                      | НС                        |                           |                           |                           |                           |
| Бацање кугле  | 14,02                     |                           |                           |                           |                           |                           |
| 200 м         | 23,49                     |                           |                           |                           |                           |                           |
| Скок удаљ     | 6,64                      |                           |                           |                           |                           |                           |
| Бацање копља  | 56,32                     |                           |                           |                           |                           |                           |
| 800 м         | 2:09,43                   |                           |                           |                           |                           |                           |
| Седмобој      | 6.815                     |                           |                           |                           | НЗ                        |                           |